# Ärtsoppa med pannkakor

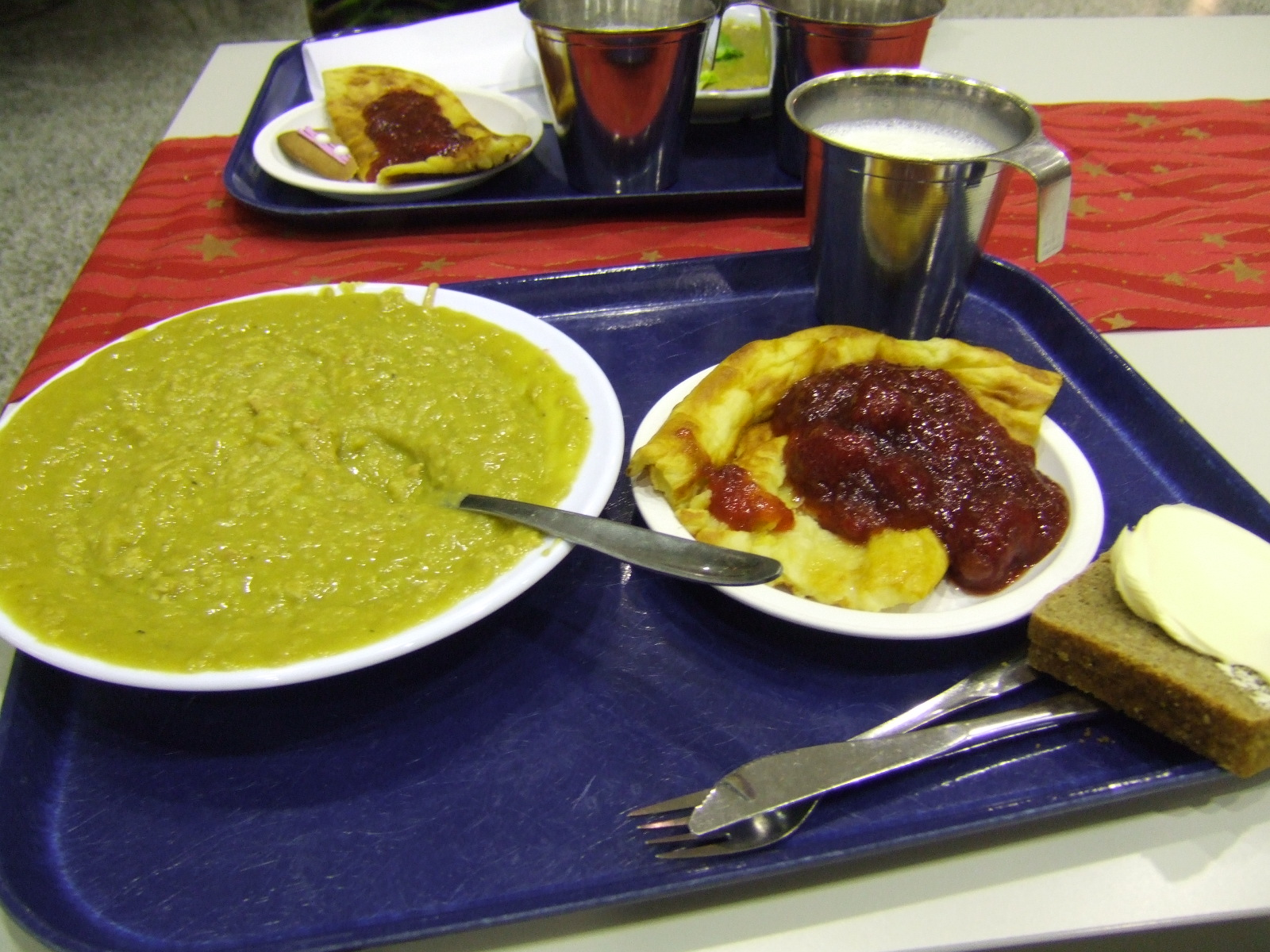
Ärtsoppa zoals deze op donderdag in het Finse leger geserveerd wordt

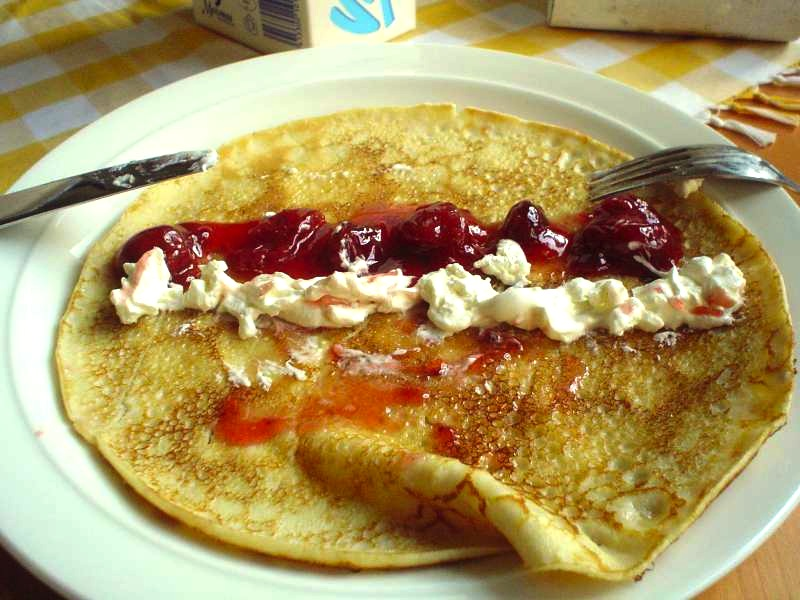
Pannkakor met jam en room

Ärtsoppa med pannkakor is een traditionele, in Zweden en Finland populaire combinatie van ärtsoppa (erwtensoep) en pannkakor (pannenkoeken). 
Voor de soep gebruikt men in Zweden gele erwten en gezouten varkensvlees als basis. Traditioneel wordt de soep op donderdag gegeten; in instellingen als het leger gebeurt dat nog steeds. Bij de soep wordt soms uitgebakken bacon geserveerd. 
De pannenkoeken zijn meestal wat lichter, dunner en soms ook groter dan in Nederland en België en hebben wel wat weg van een Franse crêpe of flensje. Ze worden besmeerd met jam en vaak geserveerd met room of crème fraîche.
Zowel de Zweedse pannenkoek als de Zweedse soep wordt wel genuttigd met punsch, een Zweedse kruidige likeur. 